# Farinografo

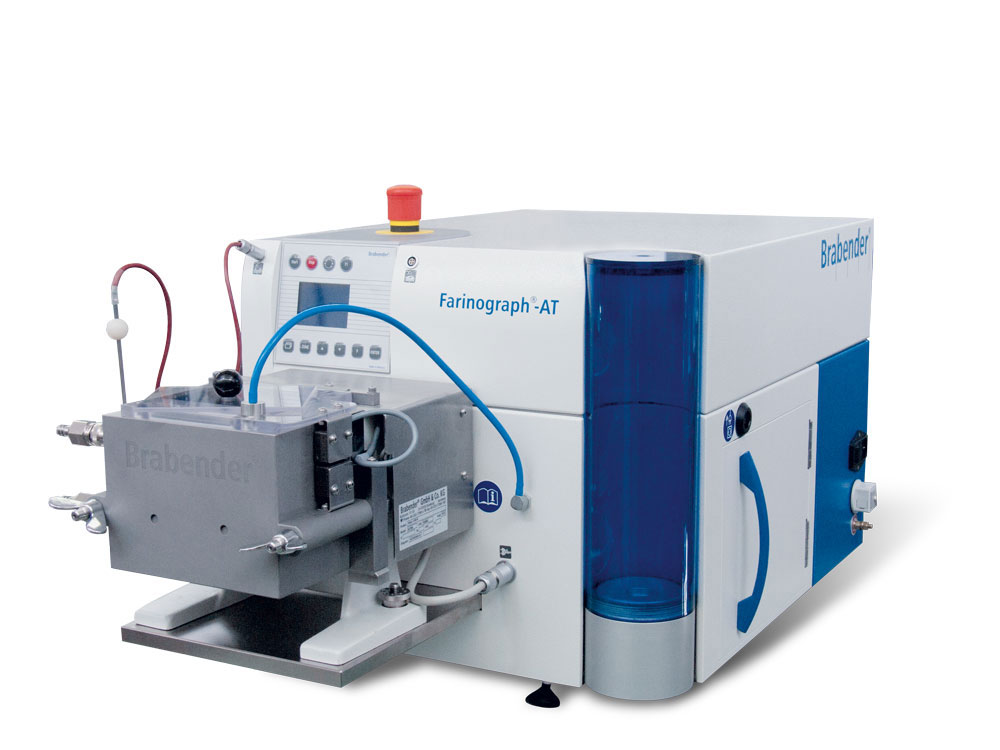
Moderno farinografo

Il farinografo è uno strumento di misura della consistenza di un impasto di acqua e farina, esso misura proprietà tecnologiche specifiche di una data farina che vengono descritte da un diagramma sforzo-tempo detto farinogramma.

## Farinografo

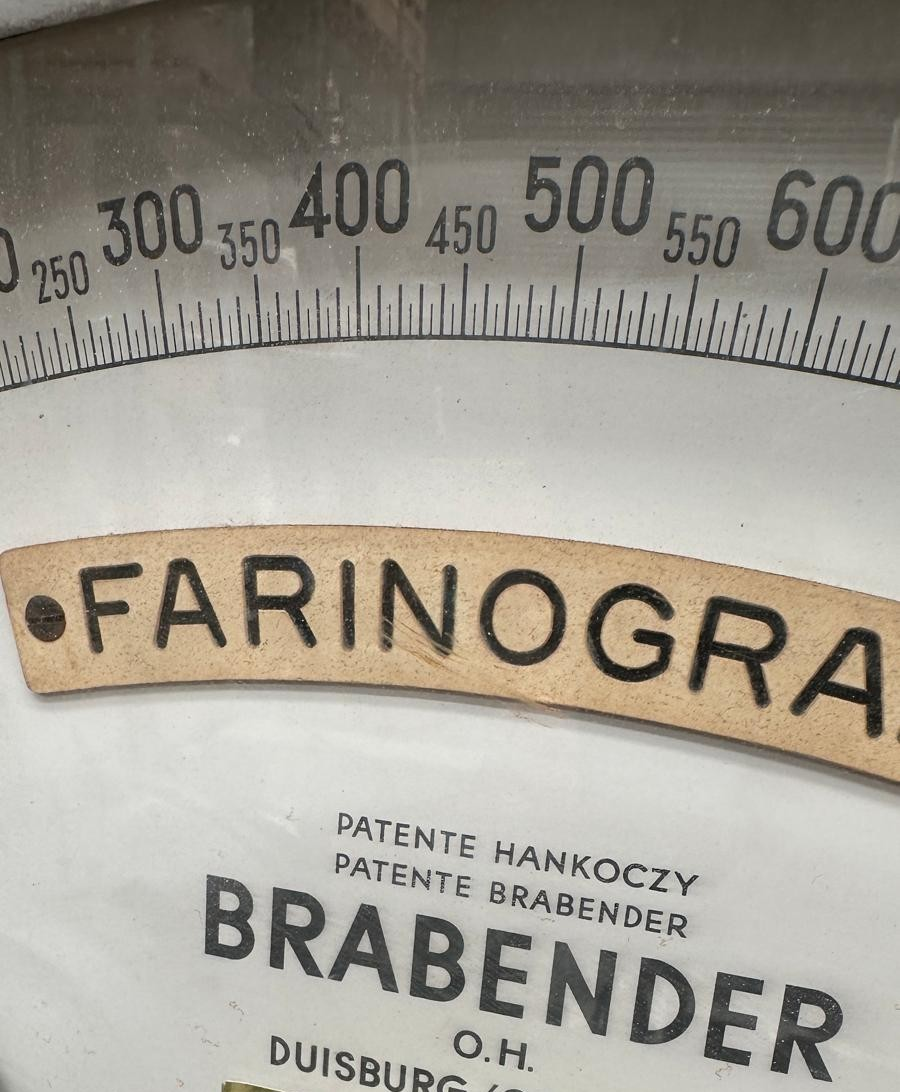
Farinografo meccanico

Lo strumento è basato sul principio di un'impastatrice a due pale collegate ad un dinamometro che registra la sollecitazione esercitata durante l'impastamento; le parti che lo costituiscono sono:
- impastatrice,
- dinamometro,
- sistema di leve,
- sistema di scala,
- registratore (carta e pennino o Computer),
- smorzatore a olio.

## Farinogramma

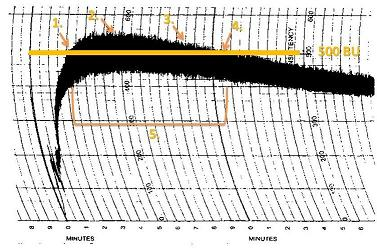
Il grafico di un farinografo (diagramma sforzo-tempo)

Esso misura, su carta farinografica, i diversi parametri di un diagramma sforzo-tempo:
1. Tempo di arrivo (tra 0 e 500 UB): quanto tempo occorre per arrivare a 500 UB, l’idratazione è molto breve (indice di farina mal conservata o danneggiata o proveniente da cariossidi pre-germinate) e viceversa, quando è meno breve. Poiché l'amido intatto assorbe 0,44 g di acqua per ogni grammo di farina, mentre l’amido danneggiato ne trattiene molto di più: 2 g/g).
2. Tempo di picco o di mescolamento o di sviluppo dell’impasto (tra 0 e max.): è il tempo necessario per ottenere picco di UB (valore massimo), esso è correlato con la caratteristica varietale, derivando dal contenuto di proteine proprie della varietà considerata.
3. Tempo di partenza (tra 0 e il momento in cui la curva scende sotto le 500 UB): è il tempo necessario affinché il farinogramma scenda sotto 500 UB: viene indicato con la lettera B, esso valuta la velocità con cui l’impasto perde la sua consistenza.
4. Stabilità dell’impasto (differenza tra t. partenza e t. arrivo): è il tempo in minuti nel quale il farinogramma rimane sopra 500 UB, stima della tolleranza al mescolamento.  Maggiore è questo valore, migliore è la farina utilizzata, infatti, un valore elevato di stabilità indica che la farina può sopportare sia lunghe fermentazioni che prolungate sollecitazioni meccaniche.
5. Larghezza farinogramma: tempo complessivo dell’esperimento, essa tanto più è larga tanto più alta è l’estensibilità dell’impasto.
6. Indice di tolleranza meccanica: esso è la differenza in UB tra valore misurato al tempo di picco col valore misurato dopo 5 min.
7. Caduta al 20º minuto: esso è la differenza in UB tra il valore misurato al centro del farinogramma, cioè al tempo di picco, ed il valore misurato dopo 20 min. si indica con la sigla E20, talvolta si indica con E10 quando si misura dopo 10 min.

NB: UB corrisponde alle unità Brabender, che misurano lo sforzo 

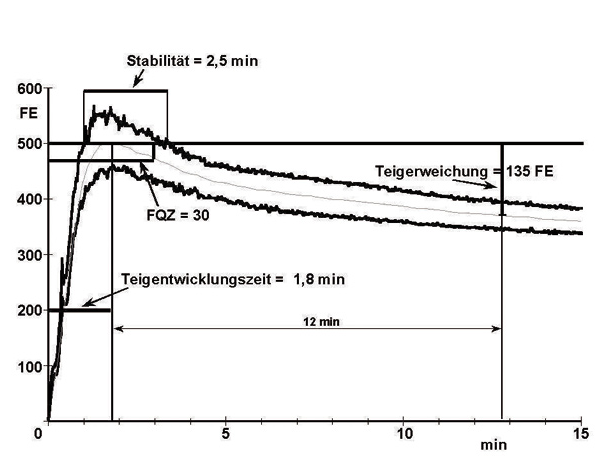
Valutazione di una curva di un farinogramma
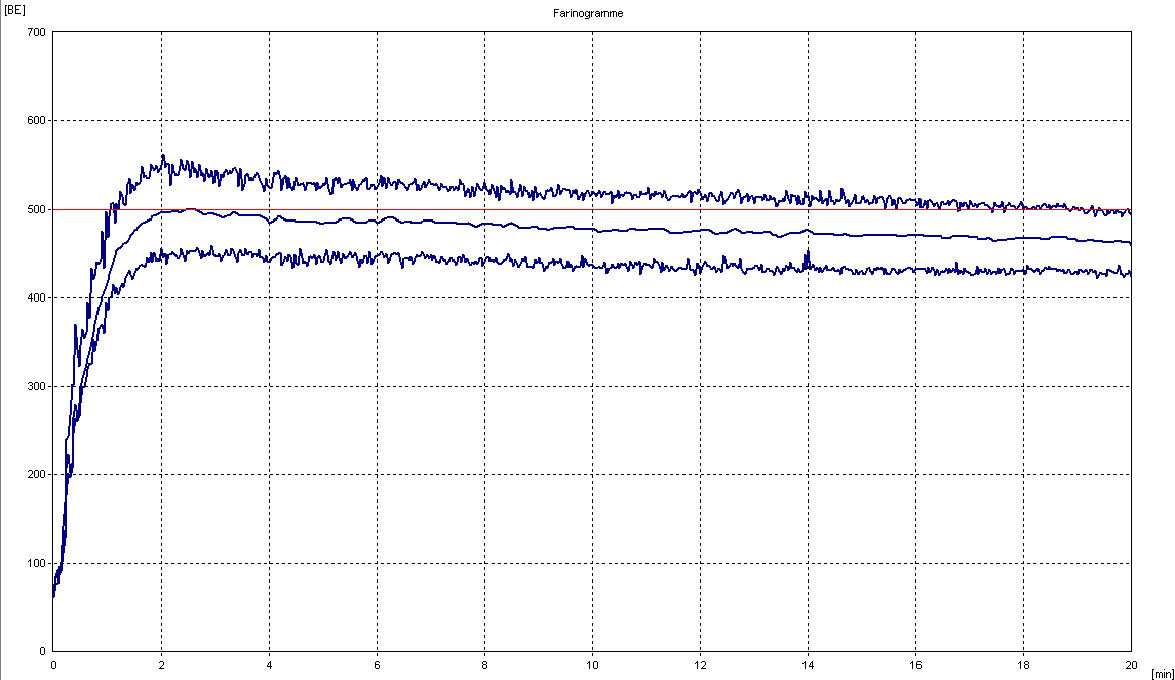
Farinogramma una farina forte
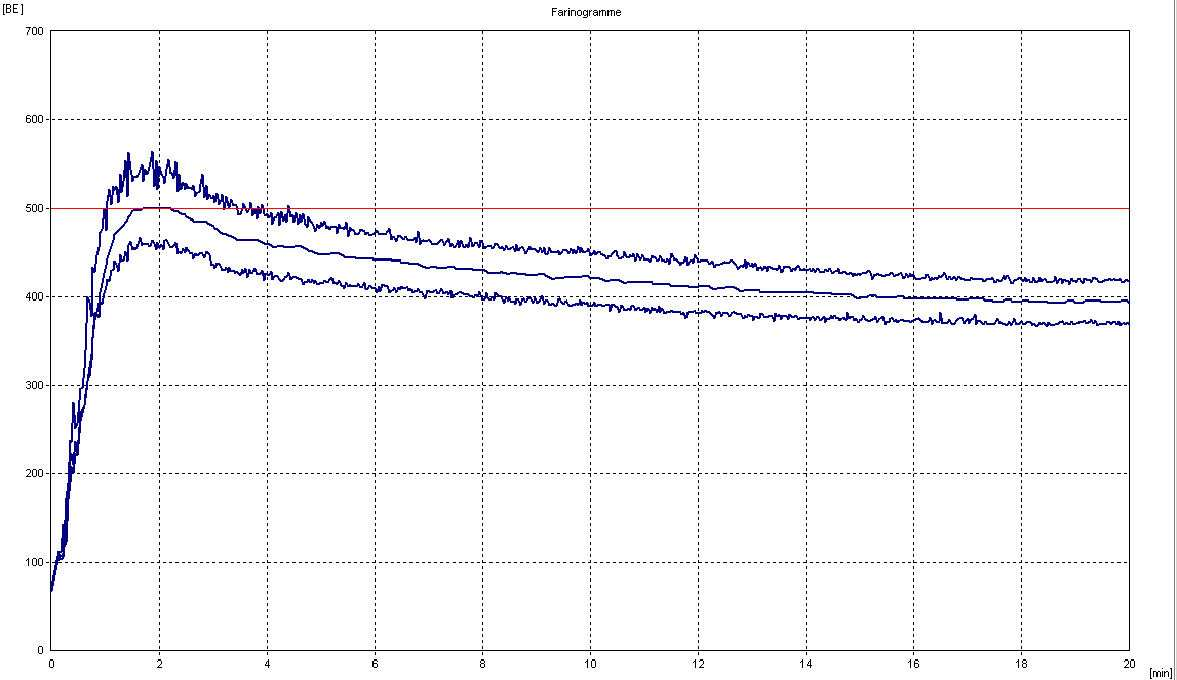
Farinogramma di una farina debole

Miscelando la farina e l'acqua il farinografo registra i valori dell'assorbimento dell'acqua espressa in unità Brabender (UB) e la resistenza ottenuta al corrispettivo di acqua aggiunto che si oppone ad arrivare ad un impasto "ideale" di 500 U.B.
In altri termini il farinografo misura la resistenza opposta dall’impasto al mescolamento, nonché misura la tolleranza meccanica al mescolamento e il tempo di picco ottenuto è correlato alla % di proteine della farina testata cosa che caratterizza la varietà del grano usato. 
Ovvero le farine in funzione della quantità/qualità di glutine si comportano differentemente alla lievitazione e alle lavorazioni, infatti, una bassa quantità di glutine, propria di una farina debole con stabilità farinografiche di soli 3-4 minuti, è preferibile nelle lavorazioni di breve durata al contrario per le lunghe lievitazioni come il pane soffiato, la ciabatta, il panettone, il pandoro ed altri si preferiscono farine con 18-20 minuti di stabilità farinografica.
La valutazione di una farina con un farinogramma è così data:
| Qualità     | Nota                                                                         |
| ----------- | ---------------------------------------------------------------------------- |
| ottima      | Stabilità superiore a 10 minuti con caduta dell’impasto tra zero e 30 (UB)   |
| buona       | Stabilità non inferiore a 7 minuti con caduta dell'impasto tra 30 e 50 (UB)  |
| sufficiente | Stabilità non inferiore a 5 minuti con caduta dell'impasto tra 50 e 70 (UB)  |
| mediocre    | Stabilità non inferiore a 3 minuti con caduta dell'impasto tra 70 e 130 (UB) |
| scadente    | Stabilità minore di 2 minuti con caduta dell'impasto maggiore di 130 UB (UB) |

## Applicazioni
Il Farinografo è utilizzato in tutto il mondo dai panettieri e tecnici alimentari nella costruzione di formulazioni da forno. Il farinografo dà una buona fotografia delle proprietà della specifica farina e di come questa reagirà nelle diverse fasi di cottura, cosa che aiuta a scegliere una certa farina per un determinato scopo. 
Il farinografo mostra le proprietà della farina, per verificare se le modifiche devono essere fatte nel mulino, inoltre, è anche usato per preparare la pasta per ulteriori test di estensibilità dopo un periodo di riposo.
L'applicazione industriale di questi cinque punti di queste misure è di vasta portata. 
Si può utilizzare, per esempio, il tempo di arrivo, come un tempo minimo per la pianificazione della lavorazione di un lotto di pasta. 
si può anche usare come guida per giudicare la risposta di un impasto all'aggiunta di altri ingredienti. 
Il tempo di picco può essere usato come un tempo per ottenere la giusta resistenza della struttura del glutine. 
La stabilità può essere utilizzata come un metodo per determinare la struttura cellulare desiderata prima che si verifichi la rottura irreparabile della maglie del glutine.

## Storia
Il concetto alla base del Farinografo fu sviluppato per la prima volta dal chimico agrario ungherese Jenő Hankóczy all'inizio del XX secolo. Nel 1905, introdusse il Farinométer, uno strumento per misurare la forza e l'estensibilità del glutine.
Nel 1912, aveva perfezionato il progetto per includere l'assorbimento d'acqua e la valutazione della consistenza dell'impasto, principi fondamentali che hanno gettato le basi per i moderni test reologici.
Mentre il Farinografo fu industrializzato e lanciato commercialmente nel 1928 da Carl Wilhelm Brabender in Germania, le precedenti innovazioni di Hankóczy fornirono la base scientifica per il suo sviluppo.